# マルウィヤ・ミナレット
マルウィーヤ・ミナレット（Malwiya Minaret）とは、アッバース朝第8代カリフのムウタスィムがサーマッラーに建築したサーマッラーの大モスクに付随している螺旋式のミナレットのこと。イラクで最も重要な遺跡の1つとされ、イラクの至宝と評されている。このミナレットは849年から建築が始まり、852年に完成した。サッマラーのミナレット、スパイラル・ミナレットとも呼ばれる。螺旋式のミナレットは世界に3つしか存在しない。
基壇を含めた高さは53m有り、螺旋状の階段を登って上まで行くことができる。階段の外側には柵は無いが、内側には手摺りが付いている。土台は日干し煉瓦で造られ、焼き煉瓦と瀝青で補強してある。螺旋に巻いた通路が頂上に上がって行く塔であるが、真上から見ると一定の幅の通路を心棒に巻いた螺旋形（アルキメデス螺旋）になっている。このミナレットは古代メソポタミアのジグラットに由来すると考えられている。
サーマッラーがアッバース朝の首都であったのは短期間で、その後の首都はバグダードに戻ったため、サーマッラーは都市ごと放棄された。そのため、サーマッラーの大モスクは皮肉にも現在まで手付かずで残っている。しかし、材質が日干し煉瓦であったため、風化による損傷が著しい。ちなみに、バクダードにあるアッバース朝時代の建築物は13世紀にバグダードの戦いでモンゴル帝国のフレグによって破壊されたため、有名な円城もチグリス川東岸のカリフの宮殿も現存していない。
イラク戦争ではアメリカ軍が狙撃兵を置いて監視塔として使用していたが、2005年4月1日未明、イラク軍レジスタンスの攻撃を受けて螺旋状の尖塔頭頂部が損傷した。

## 世界遺産
2007年に「サーマッラーの考古学都市」としてユネスコの世界遺産に登録された。イラクの情勢に鑑みて、登録と同時に「危機にさらされている世界遺産」リストにも加えられた。

### 登録基準

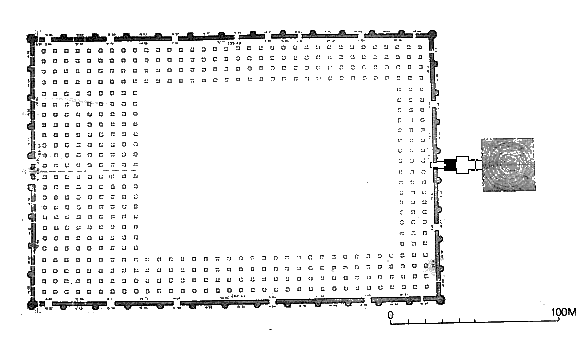
ミナレットが付属するサーマッラーの大モスクの平面プラン

この世界遺産は世界遺産登録基準のうち、以下の条件を満たし、登録された（以下の基準は世界遺産センター公表の登録基準からの翻訳、引用である）。
- (2) ある期間を通じてまたはある文化圏において、建築、技術、記念碑的芸術、都市計画、景観デザインの発展に関し、人類の価値の重要な交流を示すもの。
- (3) 現存するまたは消滅した文化的伝統または文明の、唯一のまたは少なくとも稀な証拠。
- (4) 人類の歴史上重要な時代を例証する建築様式、建築物群、技術の集積または景観の優れた例。